# Залізничний міст Струве
Да́рницький залізни́чний міст — перший капітальний суцільнометалевий залізничний міст через Дніпро в Києві, збудований за проєктом і під керівництвом військового інженер-капітана Аманда Струве. На момент побудови став найдовшим мостом в Європі. Освячений і відкритий 13 (25) лютого 1870 року. Перша офіційна назва — Дніпровський міст на києво-курській залізниці.

## Опис
Будівництво мосту розпочали в березні 1868 року. Міст мав 11 опор і 12 прольотів по 292 фути (89 метрів) кожен. Загальна довжина мосту становила 1067,6 м (500,4 сажені). Міст мав одну залізничну колію. Опори мосту були споруджені за кесонною технологією. 12 (24) лютого 1870 року під час випробування, по мосту проїхав спеціальний випробувальний поїзд у складі шести паровозів.
За будівництво мосту 26 лютого (10 березня) 1870 року Аманд Струве наказом імператора Олександра ІІ був нагороджений двома військовими чинами — підполковника і полковника.
У червні 1920 року міст підірвали відступаючі польські війська; відновлений 10 вересня 1920 року. 19 вересня 1941 року міст знищили радянські війська під час відступу. Під час німецької окупації був відновлений, остаточно зруйнований німецькими військовими наприкінці жовтня — на початку листопада 1943 року. Після визволення Києва за 14 днів і ночей, з 7 по 20 листопада 1943 року, поруч спорудили тимчасовий низьководний залізничний міст, який навесні 1944 року замінили тимчасовим висоководним. А у 1949 році поруч з колишнім розташуванням мосту побудували двоколійний багатопролітний арочний Дарницький залізничний міст.
Декілька опор мосту Струве збереглися, їх можна побачити трохи північніше Дарницького залізничного мосту.

## Зображення

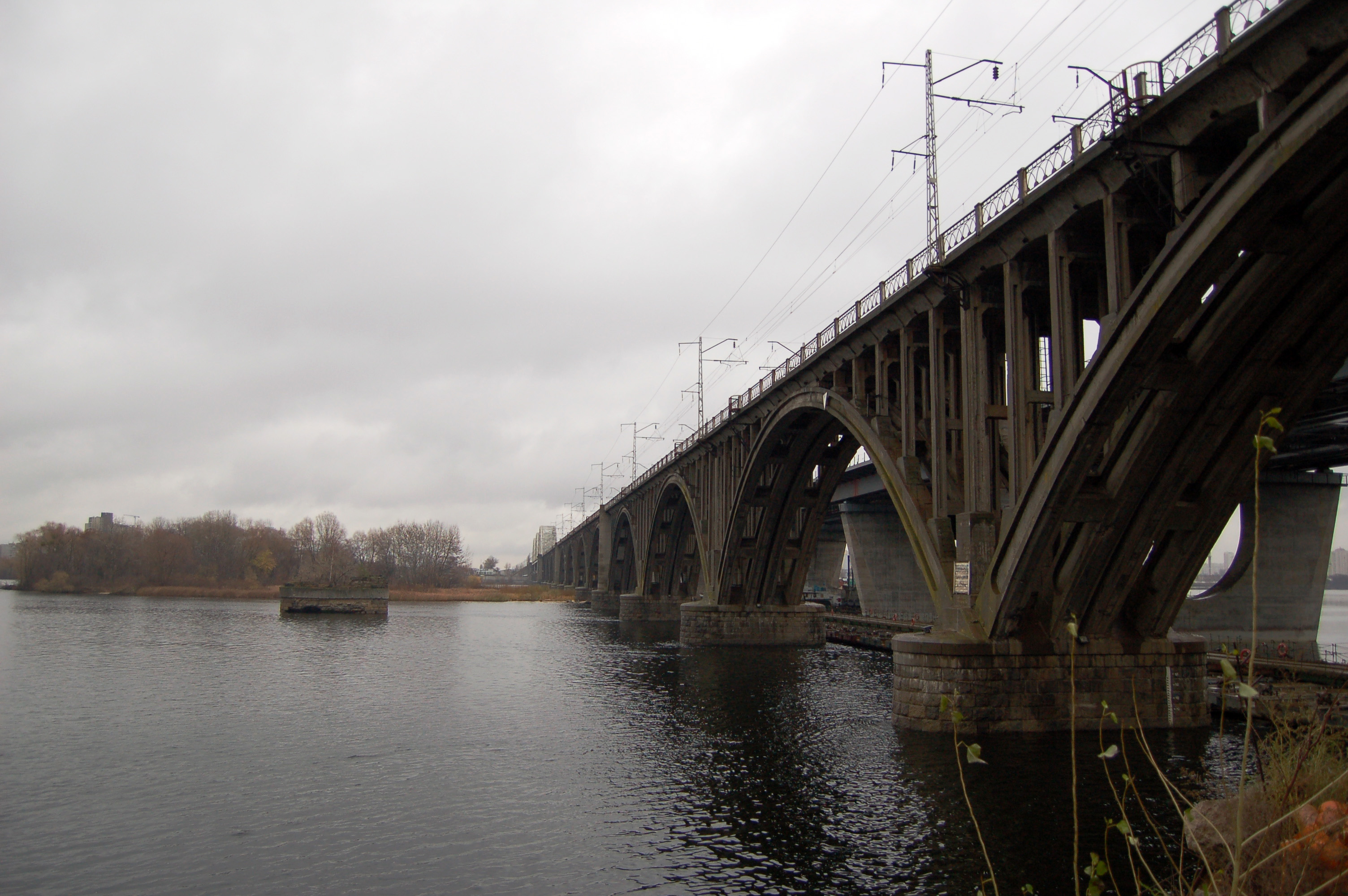
Опора колишнього мосту Струве поблизу діючого залізничного мосту
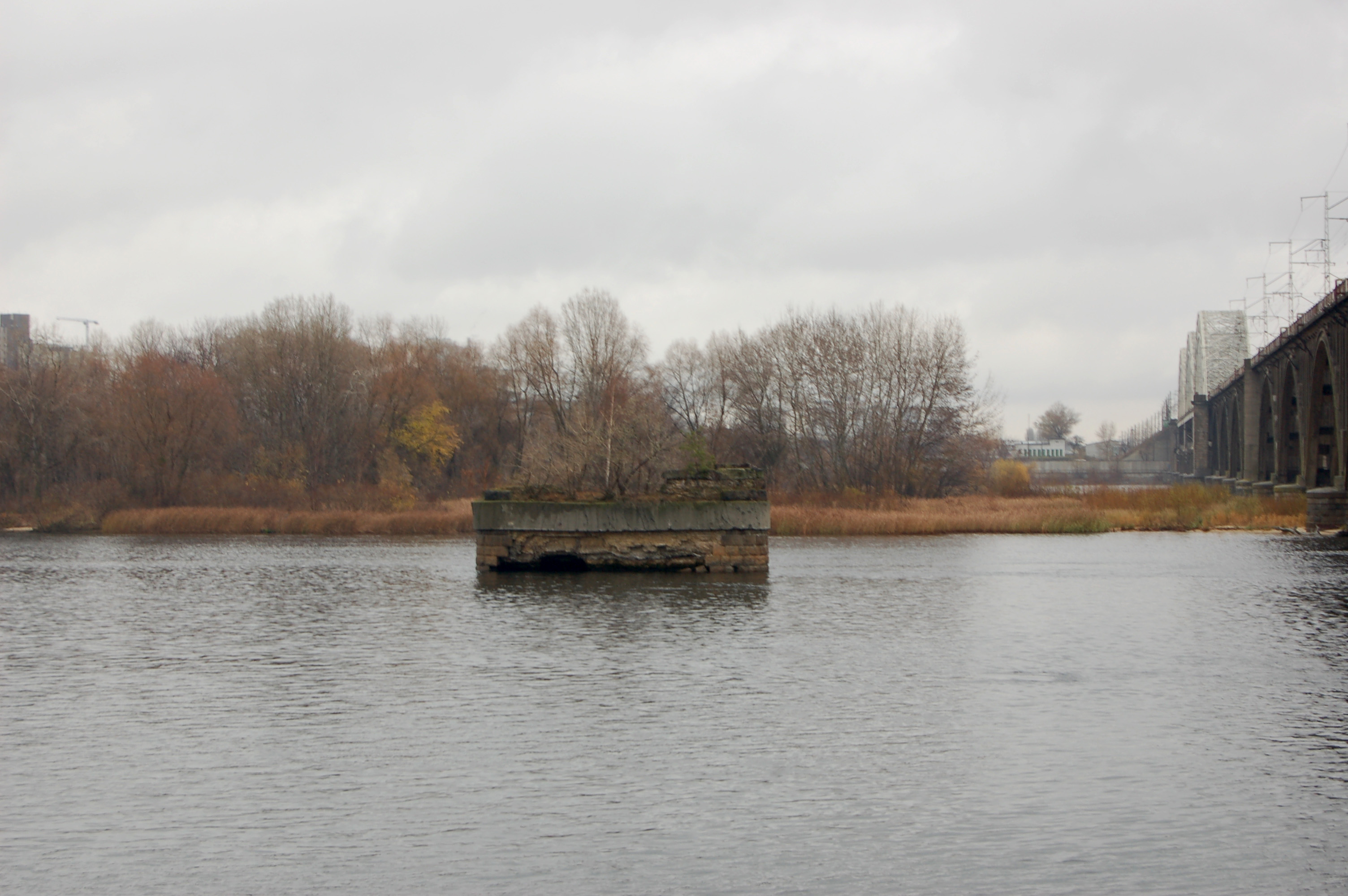
Опора колишнього мосту
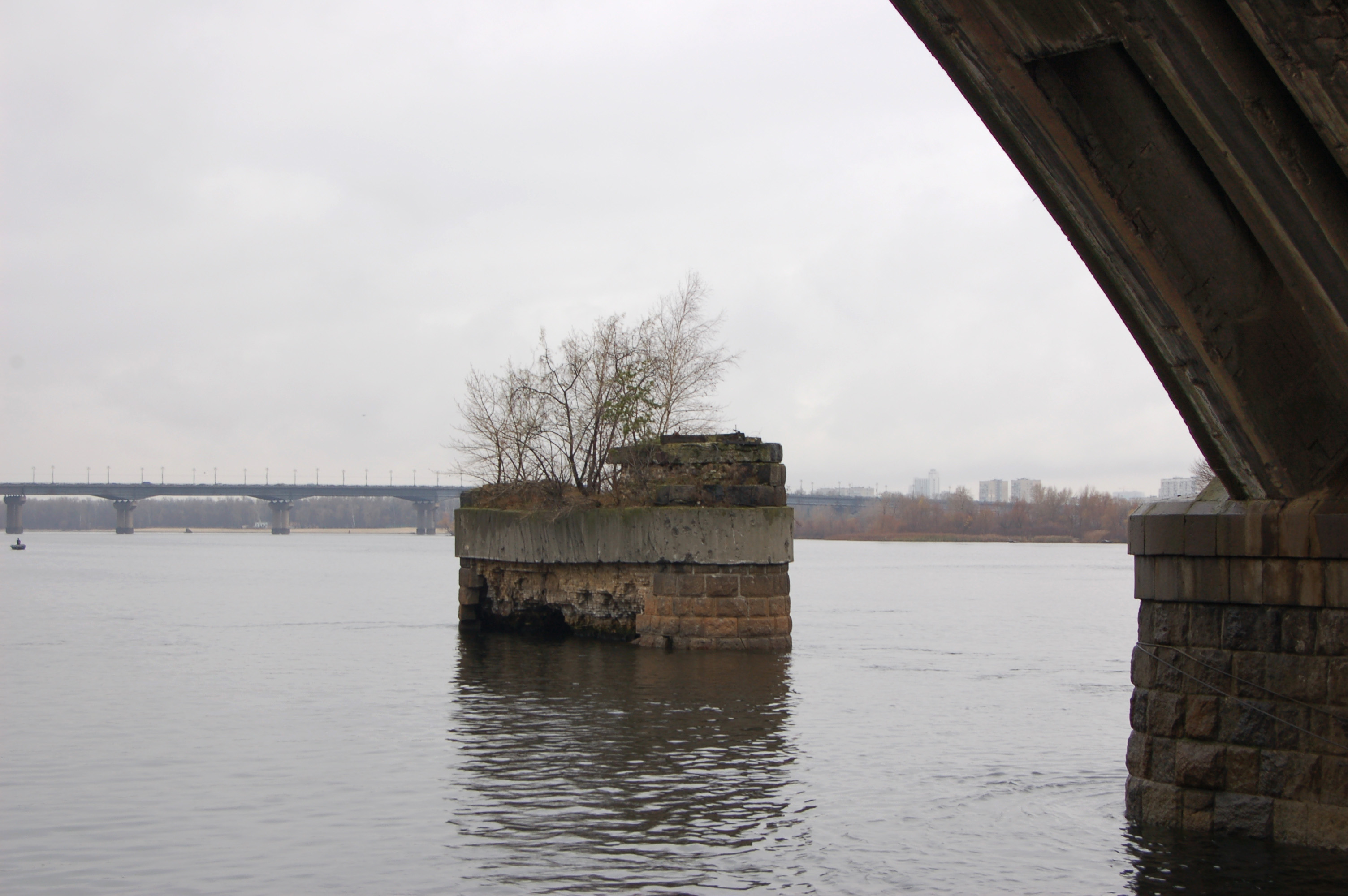
Опора колишнього мосту
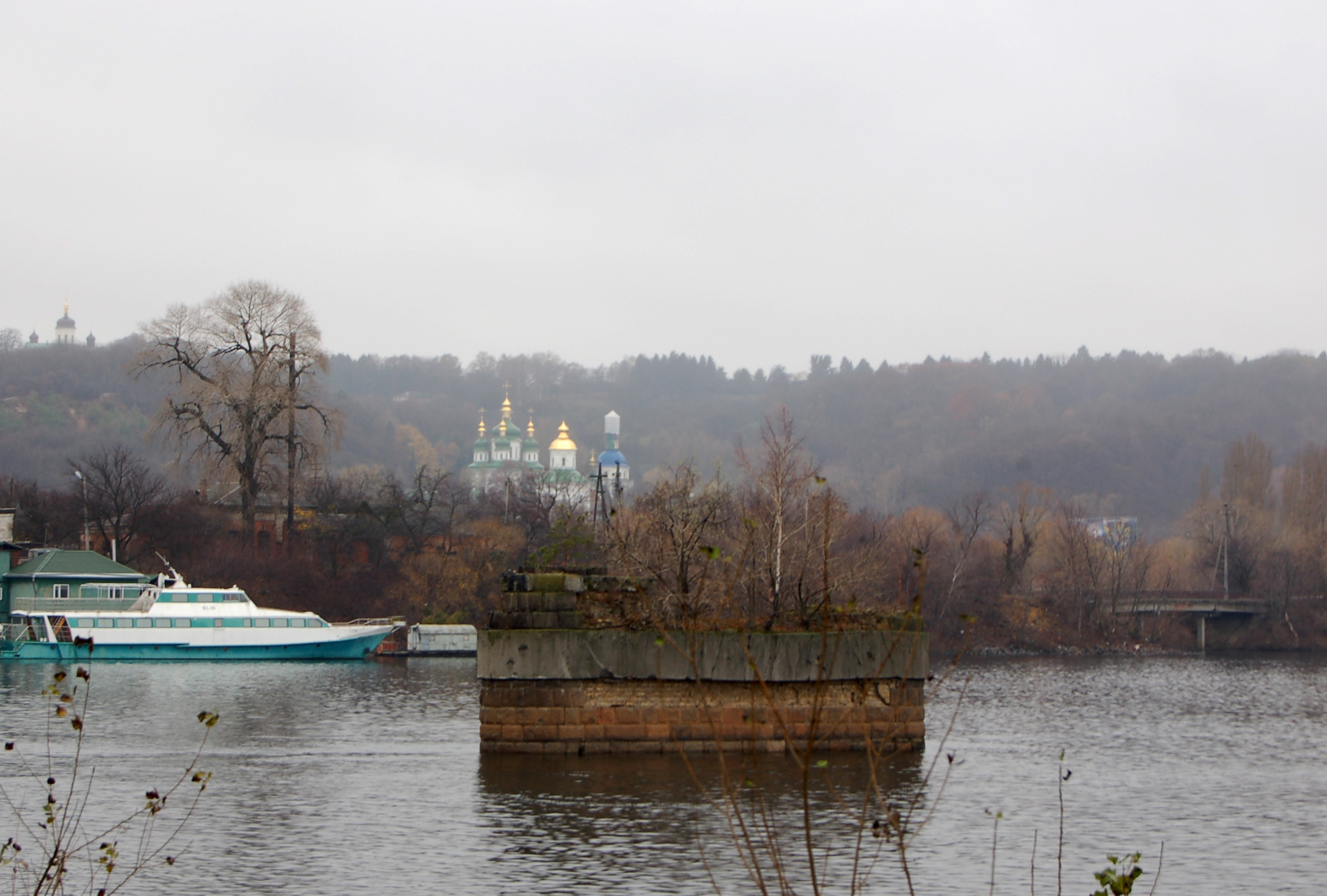
Опора колишнього мосту
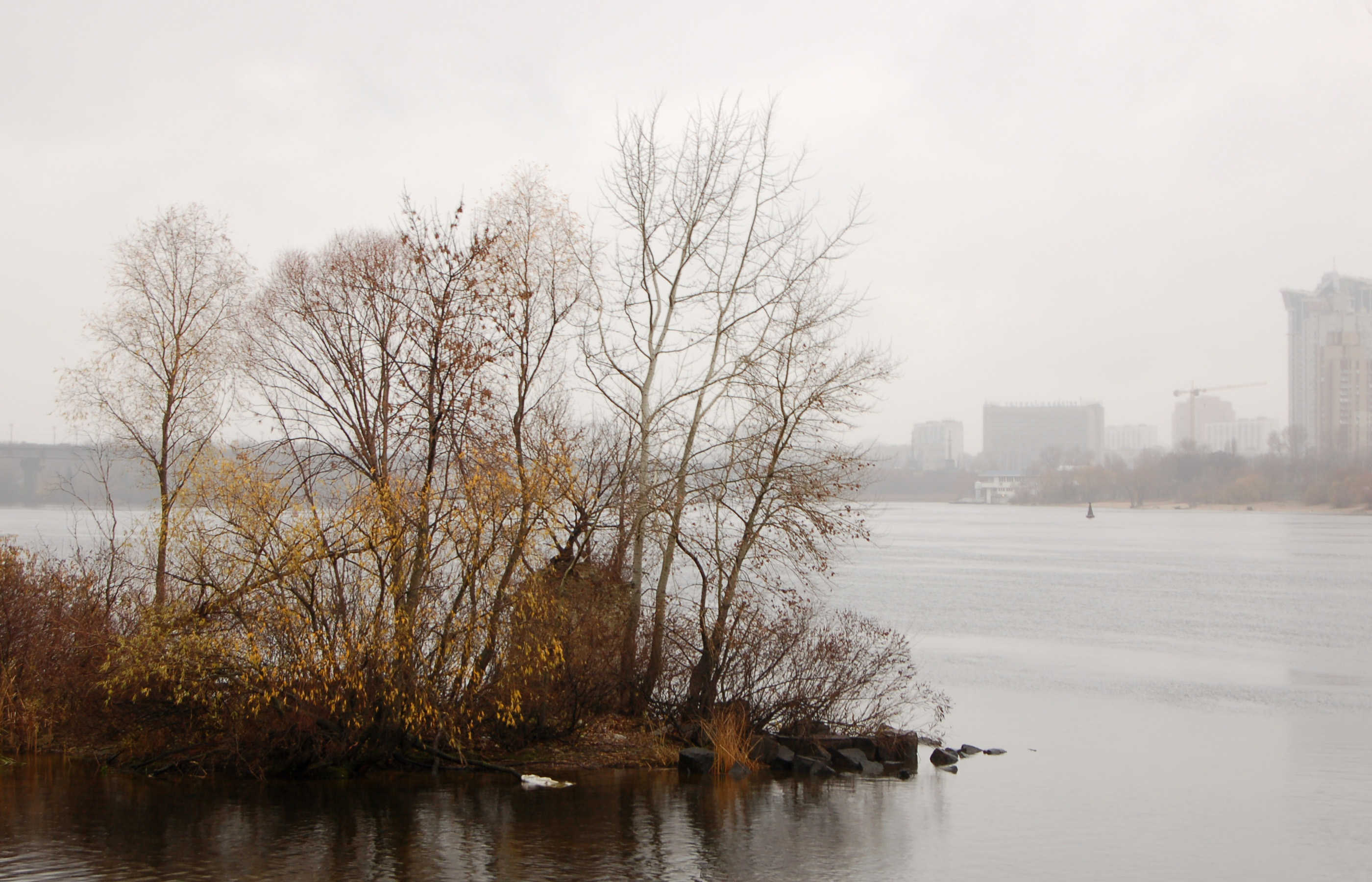
Опора колишнього мосту